# Зерновка четырёхпятнистая

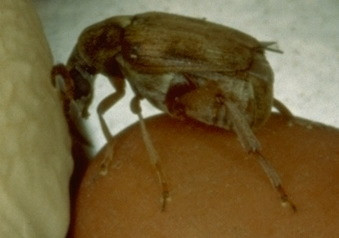
Самец

Зерновка четырёхпятнистая (лат. Callosobruchus maculatus) — жук из семейства зерновок, карантинный вредитель зернобобовых культур.

## Описание
Длина тела 3—4 мм. Жук имеет овальную форму и пятнисто-коричневую окраску. Личинки питаются внутри семян зернобобовых культур.

## Распространение
Встречаются на всех материках. Австралия, Америка, Африка, Евразия. Родиной считается тропическая Азия. Затем жук был завезён во многие тропические и субтропические страны разных континентов. На территории бывшего СССР впервые отмечается с 1980 года: в Закавказье (Азербайджан) и в Средней Азии.

## Значение для человека и меры борьбы
Опасный карантинный объект, вредитель зернобобовых растений, которые повреждает как в поле так и при хранении. Личинки повреждают такие культуры как вигна, вика, горох, конские бобы, маш, соя, фасоль, чечевица, чина, каянус, долихос, глициния, нут, чина и другие. Из стран СНГ вредит зернобобовым в южном Казахстане, Туркмении и Узбекистане.